# Sara Carnicelli
Sara Carnicelli (ur. 31 października 1994 w regionie Lacjum) – włoska biegaczka średnio- i długodystansowa, reprezentująca Watykan.

## Życiorys
Carnicelli urodziła się 31 października 1994 we włoskim regionie Lacjum jako córka pracownicy administracyjnej w Watykanie i watykańskiego urzędnika Giancarla Carnicelliego.

### Kariera
W kwietniu 2019 roku reprezentowała watykański klub sportowy Athletica Vaticana w trakcie biegu na 5000 metrów z Placu Weneckiego w Rzymie do Circus Maximus. Bieg ukończyła jako pierwsza z kobiet.
Podczas igrzysk małych państw Europy w 2019 roku w Czarnogórze Watykan nie wystawił swoich uczestników, pozostając obserwatorem. W 2022 roku reprezentowała Watykan w 2022 Championships of the Small States of Europe wspólnie z Emilianem Morbidellim, prezesem Vatican Cycling. Był to pierwszy występ Watykanu podczas międzynarodowych zmagań sportowych. Wzięła udział w biegu na 5000 metrów, który ukończyła jako trzecia, było to pierwsze miejsce na podium dla Athletica Vaticana. Uzyskała honorowy brązowy medal oraz stanęła na podium jako czwarta osoba (oficjalnie 3. miejsce zajęła Maltanka Roberta Schembri), ponieważ zasady udziału Watykanu w mistrzostwach nie zostały jeszcze oficjalnie uzgodnione. Kilka miesięcy później wystąpiła podczas igrzysk śródziemnomorskich w Oranie, gdzie wzięła udział w półmaratonie kobiet jako lekkoatletka gościnna w sposób „niepunktowany”. Na metę dotarła jako dziewiąta.
26 marca 2023 roku wygrała Talenti Run, biegnąc na 10 000 metrów. W tym samym miesiącu wygrała w biegu Vola Ciampino 2023 na 10 kilometrów. W 2023 i 2024 roku wygrała półmaraton Dogi’s Half Marathon organizowany w Wenecji.